# Острохвостый тетерев
Острохвостый тетерев (лат. Tympanuchus phasianellus) — североамериканский вид тетерева из семейства фазановых.

## Описание
Острохвостый тетерев достигает длины от 38 до 48 см. Самцы весят примерно 950 г. Средняя масса самок 815 г.
Маленький тетерев с характерным хвостом: центральная пара хвостовых перьев длиннее остальных. Клюв коричневый, радужины тёмно-коричневые. У взрослого самца лоб и верхняя сторона головы коричневые. Через глаза проходит тёмная полоса. Самки похожи на самцов, однако меньше и окрашены более тускло. В частности, рисунок лица и горла не отчётливо контрастный. Молодые птицы похожи на самок, однако их хвост короче.

## Распространение
Острохвостый тетерев распространён от Центральной Аляски и Юкона вплоть до запада Квебека. В южном направлении ареала достигает Великие Равнины. На востоке США этот вид отсутствует. В большей части своего первоначального ареала вид исчез. Это касается прежде всего юго-запада его исторической области распространения. В Айдахо и Юте численность снова увеличилась с 1980-х годов.
Жизненное пространство острохвостого тетерева — это открытые ландшафты. Он обитает в степях, саваннах и редколесьях.

## Образ жизни
Острохвостый тетерев — это преимущественно оседлая птица. Тем не менее, снегопад может вынудить вид к локальной миграции в более защищённые жизненные пространства. Самцы занимают с сентября по октябрь токовища и возвращаются к ним с апреля по май. Там самцы демонстрируют свой «танец». Расставив раскрытые крылья и подняв вертикально хвост, самец стремительно бегает по сложной траектории, тряся своим хвостом. Самцы исполняют свой танец ранним утром в течение 2—4 часов, а затем отправляются на поиски корма.
Острохвостый тетерев питается преимущественно растительной пищей, а также насекомыми, предпочитая саранчу и сверчков. Птицы появляются также на сельскохозяйственных дворах и даже в городах, чтобы найти там зерновые.
Гнездо — это неглубокая лунка на земле. В кладке от 5 до 17 яиц, высиживает которую только самка. Период высиживания составляет от 21 до 24 дней.